# ザ・ベンチャーズ
ザ・ベンチャーズ（英語: The Ventures）は、アメリカ合衆国のインストゥルメンタル・バンド。1959年にドン・ウィルソンとボブ・ボーグルにより結成され、1960年代から1970年代初頭にかけて、ザ・ベンチャーズはチャート・シーンで実績を残し、38枚のアルバムと14枚のシングルをビルボードホット100にランクインさせた。
故郷アメリカではサーフ・サウンドの元祖とされ、また日本においてはビートルズと並び、日本のポップスやロックに多大な影響を与えたバンドとされている。
2008年にはロックの殿堂入りを果たした。代表曲には「急がば廻れ（ウォーク・ドント・ラン）」「ダイアモンド・ヘッド」「10番街の殺人」「パイプライン」「キャラバン」「クルーエル・シー」「アパッチ」「ハワイ・ファイブ・オー」「秘密諜報員」など、多くの既製曲を中心としたものが有名である。

## メンバー
- リオン・テイラー（Leon Taylor、1955年9月23日 - ）：テネシー州ジョンソンシティ出身。5代目ドラム。父親であるメルが急逝した1996年、中野サンプラザにおける9月16日のメル・テイラー追悼公演で後任として紹介され、数曲披露ののち、父の後任として正式メンバーとなる。2018年にジェリー・マギーのツアー引退後、ベンチャーズの現役来日ツアーメンバーとしては在籍歴が最長となった。
- ボブ・スポルディング (Bob Spalding、1947年2月10日 - )：カリフォルニア州サンバーナーディーノ出身。4代目ベース、4代目リードギター、2代目リズムギター。1981年よりスタジオ録音に参加していたことから、加入年も1981年として扱われている。2005年1月の日本公演以降、腰痛が悪化し来日が困難となったボブ・ボーグルの代役としてツアーに参加し、2009年6月にボーグルが死去して以降は正式メンバーとなる。スタジオ録音ではリードギターの他リズムギターを担当する場合もあり、メル・テイラーがベンチャーズを一時離れていたころ結成した「メル・テイラー&ザ・ダイナミックス」ではリズムギターを担当し、1973年には来日もしている。作曲のほかアレンジなどでも現在のベンチャーズに多大な貢献をしており、"5人目のベンチャーズ"と呼ばれている[誰によって?]。2015年にツアーから引退したドン・ウィルソンに代わりリズムギターを担当するが、2018年にジェリー・マギーもツアー引退を発表し、後任リードギターの座に就いた。
- イアン・スポルディング (Ian Spalding、1973年8月15日 - )：カリフォルニア州出身。5代目ベース、3代目リズムギター。ボブ・スポルディングの息子であり、父の影響で9歳からギターを始め、高校時代にはバンド活動を行い、2枚のアルバムをリリースしている。2007年からベンチャーズと活動を共にし、レコーディングではリズムギター、ベース、キーボードを担当している。2015年にドン・ウィルソンがツアーから引退後、ベーシストとして正式メンバーとなり、2018年にはジェリー・マギーのツアー引退により、リズムギターへ転向。
- ルーク・グリフィン (Luke Griffin、1978年3月25日 - )：バージニア州ノーフォーク出身。6代目ベース。2014年頃よりベンチャーズのサポートメンバーとしてアメリカ国内のライヴに参加していた。それ以前にはテキサス州のバンドで音楽活動を行っていたが、ボブ＆イアン・スポルディングの親子、リオン・テイラーらと結成したバンド「V-2」のメンバーとして携わって以降、ベンチャーズのメンバーと知りあう仲になった。2017年夏の日本ツアーでジェリー・マギーの入院報告を受け急遽来日し、ベースで日本公演初参加を経て、翌2018年にジェリー・マギーのツアー引退発表後、ボブ・スポルディングがリードギター、息子のイアンがリズムギターへ転向する事になり、ベーシストとして正式加入することが決定した。また、2018年以降の来日ツアー[どれ?]で2曲ほどリードギターも担当。

旧メンバー
- ドン・ウィルソン（Don Wilson、1933年2月10日 - 2022年1月22日）：ワシントン州タコマ出身[8]。リズムギター（結成メンバー）。ベンチャーズのリーダーである。2015年来日を最後に日本ツアー参加を引退（ただし本国での活動やレコーディング等は継続していた）。2022年1月に老衰のため88歳で死去。
- ボブ・ボーグル（Bob Bogle、1934年1月16日 - 2009年6月14日）：オクラホマ州[8]ワグナー出身。初代リードギター（結成メンバー）、2代目ベース。2005年以降、腰痛療養のため日本ツアーには参加せずレコーディングにのみ参加。1997年の非ホジキンリンパ腫の発病から12年に渡る闘病生活の末、2009年6月に75歳で死去。
- ノーキー・エドワーズ (Nokie Edwards、1935年5月9日 - 2018年3月12日）：オクラホマ州ラホマ出身[9]。初代ベース、2代目リードギター。張力の弱い細い「ライト・ゲージ弦」を考案[10]し、チョーキングが一般的なテクニックとして世界中で使用されるようになった功労者。1960年頃、当初は「ウォーク・ドント・ラン」などのレコーディングにベースで参加していたが、後にベーシストに転向したボブ・ボーグルに代わりリードギターに専念する。1968年に一度脱退するが1972年に復帰、1984年まで活動する。その後再度脱退し、ソロ活動のみを行っていた時期もあったが、1999年以降、レコーディングや毎年1月の日本公演などにリード・ギター（ベンチャーズ・オリジナルメンバー）として参加し続けている。夏の日本公演ではベンチャーズと行動を別にしており、冬の公演に参加してもスペシャルゲストとして紹介されているが、公式ホームページではメンバーとして掲載されている。ドン・ウィルソンに続き、2016年の来日を最後に日本ツアーを引退するが、2018年3月に前年に受けた臀部手術後の細菌感染合併症のため82歳で死去。
- ジェリー・マギー（Gerry McGee、1937年11月17日 - 2019年10月12日)：ルイジアナ州ユーニス出身[11]。3代目リードギター、3代目ベース。デラニー＆ボニーと活動した後、ノーキー・エドワーズの後任として1968年に加入するが、1972年に脱退。メル・テイラーやボブ・スポルディングらと「メル・テイラー＆ザ・ダイナミックス」を結成。解散後、1980年代前半頃ベンチャーズに復帰し、1984年の日本公演ではノーキーとアコースティック・ギターのデュオ演奏をしたり、入院したボブに代わってノーキーと交代でベースを演奏した。ノーキーが脱退した後は夏の日本公演で毎年リードギターを担当しており、ベンチャーズのメンバーとしての来日回数はノーキーよりも多い。2013年からはノーキーに代わり冬のツアーにも参加。2017年夏の来日ツアー中に体調不良で入院し、高齢による体力の衰えを理由に翌年以降の日本ツアーに参加しないことが発表された[いつ?][どこ?]。2019年10月にソロ・ツアーで2年ぶりに来日したが、心臓発作で倒れ東京都内の病院に緊急搬送され、4日後に81歳で死去。
- メル・テイラー（Mel Taylor、1933年9月24日 - 1996年8月11日）：ニューヨーク州ブルックリン出身[11]。3代目ドラマーで、リオン・テイラーの父である。1972年にソロ活動「メル・テイラー＆ザ・ダイナミックス」結成のため脱退したが、1978年後半頃再加入した。1996年の日本公演中に体調が悪化し、検査の結果肺癌が発覚したためアメリカへ緊急帰国したが、帰国から10日後に62歳で死去する。
- ジョージ・バビット（George T. Babbitt, Jr.、1942年6月22日 - ）：ワシントン州ブレマートン出身。初代ドラマー。未成年であったため、クラブなどでの活動が出来ずに脱退[12]。その後[いつ?]、アメリカ空軍の大将になる。1998年3月1日にはアメリカ空軍音楽隊（英語版）とともに、結成以来約40年ぶりにベンチャーズの結成メンバーであるドン・ウィルソン、ボブ・ボーグルと再び共演した[13]。
- ホーウィー・ジョンソン（Howie Johnson、1935年 - 1989年）：ワシントン州出身[14]。2代目ドラマー。在籍中、交通事故に遭い後遺症が残ったことからツアーへの参加が難しくなったため、1962年に脱退し音楽ビジネスから身を退いていた。1989年に死去。
- ジョー・バリル（Joe Barile、本名バリル・ギオパン・デュセッペ。1947年7月 - ）：イタリア出身、幼少期にアメリカへ移住。トミー・レイノルズが結成したシャンゴ (Shango) というバンドで活動した後、ハミルトン、ジョー・フランク&レイノルズからの誘いを蹴って4代目ドラマーとして1973年から1978年来日ツアー終了まで在籍。1978年の来日ツアー中にコカイン使用が発覚、逮捕される（ただし不起訴処分となる）。このためイメージ悪化を避けたかったメンバー[誰?]は彼を解雇。その後は表立った音楽活動からは遠ざかっていたが、1991年にリリースしたベンチャーズのCDアルバム『ふたりの海岸物語(play SEASIDE STORY)』収録曲「ウェイクアップ・ドリーム」などにパーカッションで参加しており、以後も時々[いつ?]レコーディングに参加している。
- ジョン・ダリル（John Durrill、1941年8月2日 - ）：テキサス州ヒューストン出身。元ファイヴ・アメリカンズのメンバー。初代キーボディストであるサンディ・リーの後任として1969年から1972年まで在籍し、1973年にメル・テイラー&ザ・ダイナミックスへの参加を経て、その後作曲家へ転向。2008年の「ロックの殿堂」授賞式に、不参加だったジェリー・マギーの代理としてベンチャーズと合流した。
- ビフ・ビンセント (Bif Vincent) ：4代目キーボディストとして1975年から翌1976年まで在籍。離脱後はスタジオミュージシャン、編曲家、レコーディングエンジニアなどで活動。その後もベンチャーズと交流があり、ビフが経営するレコーディング・スタジオでベンチャーズはレコーディングなどを行っている。
- デイヴ・カー（Dave Carr、1943年8月4日 - 2011年7月14日）：イギリス、ロンドン出身、元ザ・フォーチュンズのキーボディスト。3代目キーボディストとして1973年から翌1974年まで参加し、1974年にはメンバーとして来日。その後も作曲家、編曲家、プロデューサーとして活動する一方ベンチャーズとの交流は続き、レコーディングにも度々参加していたが、2011年に心臓発作によって死去。
- サンディ・リー（Sandy Lee、生没年不詳）:ジェリー・マギーと共に1968年から参加した初の女性メンバーで初代キーボディスト。1968年度の来日ツアーにも同行していたが、健康上の理由によりベンチャーズを脱退[いつ?]。1980年代に死去。後に、在籍中ドラッグ不法所持が発覚したため解雇されていたことが明らかになった[いつ?][誰によって?]。

この他、スーザン・シュレイバー（1973年）、リーシャ・キャリー（1974年 - 1976年）、ジョネル・カレンダー（1976年）といった女性シンガーがツアーに参加したこともある。また、1984年のライヴではレア・アースやナイト・シティのギタリストだったポール・ウォーレンがボブ・ボーグルの代理で一時的にベースを弾いている。

## 来歴

### 1950年代後半 - 1960年代
1959年、ドン・ウィルソンとボブ・ボーグルのギタリスト2人により結成。結成時は「ジ・インパクツ」を経て「ヴァーサトーンズ」と名乗っていたが、すでに使われていたため、ドンの母親であるジョシーからの提案によって「ザ・ベンチャーズ」と名乗るようになる。当初の演奏スタイルは、リードギターとリズムギターを曲によって交代するギターデュオで、ドラム、ベースなどはいなかった。結成前の1958年、ドンは自動車のセールスマン、ボブは昼間に建築業をしていた。ボブがドンに仕事を紹介し、一緒に仕事をするようになり、夜にはナイトクラブに出演してキャリアを積み、音楽関係の人脈を築き上げていく。またこの頃から既にフェンダー社製のジャズマスター、ストラトキャスターを主に使用していた。後にベーシストにノーキー・エドワーズ、ドラマーに、後に米空軍大将となるジョージ・バビットをメンバーとして迎え入れた。しかし、ジョージは当時未成年でナイトクラブでの演奏が許可されずデビュー前に脱退し、後任としてホーウィー・ジョンソンが加入する。デビュー曲は、ドン・ウィルソンの母親が設立した「ブルー・ホライズン」レーベルからリリースした「ザ・リアル・マッコイ(The Real McCoy)/クッキーズ＆コーク(Cookies ＆ Coke)」である。続く1960年発売の「急がば廻れ（ウォーク・ドント・ラン）」でドラムは、スキップ・ムーアというクラブミュージシャンが担当し、ノーキーがベースを弾いている。地元シアトルのラジオ局がニュース番組のテーマ曲として使用したことから火が付き、米メジャーデビューを果たす。瞬く間にビルボード誌のシングル・チャート第2位を記録した。「急がば廻れ（ウォーク・ドント・ラン）」は、メジャーレーベルのドルトン・レコードから再発売されている。
1962年、ホーウィー・ジョンソンが交通事故に遭い、脊椎損傷が原因と言われている後遺症でツアー同行が難しくなり脱退。後任ドラマーにメル・テイラーを迎え1960年代全盛期の4人が揃った。またメルが加入する前にリードギター担当がボブからノーキーになった。この交代は、元バック・オウエンスのメンバーとして既にギタリストとしてのスタイルを完成させていたノーキーにリードギターを任せた方がバンドの将来にもいいだろうというボブの判断によるものだった。またボブがベースの楽しさや自由さに開眼したことも理由の一つだった。ノーキーは後のインタビューで「ボブがリードギターを担当しているのはせいぜい数曲だろう」と発言している。デビュー前のスタジオ・ミュージシャンだったレオン・ラッセルが「テルスター」でオルガン、「朝日のあたる家」でオルガン・ソロ、「十番街の殺人」でアルト・サクソフォーンの音をレスリー・スピーカーから出す手法を用いてソロを演奏した。この時期、ドラマーのメル・テイラーはハーブ・アルパート&ザ・ティファナ・ブラスの1stシングル曲「悲しき闘牛/the lonely bull」に参加している。セッション・ドラマーのハル・ブレインは自分が演奏したと自伝の中で主張しているが、それは同タイトルのアルバム収録曲の方である。
1962年5月、ドンとボブの2人はオーストラリア・ニュージーランド・アメリカ・香港・フィリピンのツアー後に初来日し、東芝音楽工業（のちの東芝EMI→EMIミュージック・ジャパン→ユニバーサルミュージックLLC）のイベントに参加した。ウッドベースとドラムは日本人が担当。ボブの回想によると「別に悪いミュージシャンではなかったが、ビートの感覚が違っていた」。この時米軍基地への慰問演奏なども行った記録が残っている。同時に来日したのは後に共作アルバムを発表するボビー・ヴィー、ジョー・アン・キャンベルだった。
ベンチャーズが日本で人気が出たのは1965年1月、アストロノウツなどとのパッケージ・ツアーとしてドン、ボブ、ノーキー、メルの4人で行った2回目の日本公演からだった。
1965年7月から8月にかけて、東芝音楽工業に所属する加山雄三と複数のテレビ番組で共演し、加山との長年に渡る交友関係のきっかけを作った。
1966年、加山のシングル曲「君といつまでも」のカバーを日本で発表。

### 1970年代 - 1990年代
1972年、ジェリー・マギーとメル・テイラーの脱退後、ノーキー・エドワーズが復帰し、メルの後任には元SHANGOのジョー・バリルが加入した。脱退したジェリーとメルは新たなバンド「メル・テイラー＆ザ・ダイナミックス」を結成し、2005年よりベンチャーズの一員となったボブ・スポルディングも同バンドにてリズムギターを担当しており、翌1973年に初来日を果たした。
1978年、ジョー・バリルがコカイン所持の疑いで警視庁に逮捕された後に脱退（解雇）。メル・テイラー＆ザ・ダイナミックス解散を経てメル・テイラーが復帰し、ドン、ボブ、ノーキー、メルの4人が再び勢揃いする。その後、ジェリー・マギーも復帰し、1984年にボブ・ボーグルが入院したため、その代役としてリードギタリストであるジェリーとノーキーが交互にツアーでベースを担当していた。その後、ノーキーがソロ活動等のために再び脱退し、以降はジェリーがリードギターに専念するようになる。1991年大晦日には、ドン、ボブ、ジェリー、メルの4人で第42回NHK紅白歌合戦に出場し、10番街の殺人、ダイアモンド・ヘッド、パイプラインの3曲をメドレーで演奏した。
1996年、夏の来日ツアー中にメル・テイラーが体調を崩しアメリカへ緊急帰国したが、それから10日後に死去。ザ・ナックのドラマーであったブルース・ゲイリーが代役を務める。同年の中野サンプラザで追悼公演が行われ、後任となるメル・テイラーの息子リオン・テイラーの紹介がなされ、数曲、ドラマーとして演奏した。なお、メルが死去後の96年のツアーでのメインドラムは、元ブルージーンズの竹田尚司、その後、元ナック（「マイ・シャローナ」）のブルース・ゲイリーが急遽務めた。後に2人ともメル・テイラー追悼アルバム『ワイルド・アゲインII』に参加している。
1998年8月18日～19日、赤坂BLITZにて開催された「永遠のギターキッズ」にて、加山雄三、ハイパーランチャーズ、Dr.K Project、中シゲヲと共演。ドン、ボブ、ノーキー、ジェリー、リオンと共演。なお、この公演の2日目には、山下達郎もゲスト出演した。1999年以降はジェリーが夏、ノーキーがスペシャルゲストとして冬にそれぞれ日本公演でリードギターを演奏するようになり、ノーキーが来日ツアーを引退する2016年までほぼ毎年夏期と冬期両方に来日していた。

### 2000年代 - 2010年代
2004年、日米交流150周年記念外務大臣賞を受賞し、ドン、ボブ、ノーキーが授賞式に参加。2005年にボブ・ボーグルが体調悪化によりツアー参加が難しくなったため、ボブ・スポルディング（元メル・テイラー＆ザ・ダイナミックスのリズムギタリスト）がサポートメンバーとして加入した。
2006年、彼らの最初のヒット曲である「急がば廻れ（ウォーク・ドント・ラン）」がグラミーの殿堂入りを果たし、2008年にはロックの殿堂(The Rock and Roll Hall of Fame and Museum)入りを果たした。ドン、ノーキー、リオン、ボブ・スポルディング、ジョン・ダリル（ジェリー・マギーの代理として出席）がニューヨーク・ウォルドルフ・アストリアホテルで開催された授賞式に出演し、プレゼンターとしてベンチャーズの影響を受けていたことを公言したジョン・フォガティが登場。フォガティの紹介に続いてベンチャーズが登場し、「急がば廻れ（ウォーク・ドント・ラン）」を基本編成の4人で、「ハワイ・ファイブ・オー」をブラスセクション付きで演奏した。
2009年、結成50周年を迎え、同年6月14日にボブ・ボーグルが死去。以後はボブ・スポルディングが後任として正式メンバーとなった。2010年春の叙勲にてメンバーのうち5人が旭日小綬章を受章。
2014年、結成55周年を迎えたが、翌2015年度の来日ツアーをもって、結成メンバーであるドン・ウィルソンがツアーからの引退を正式に表明し、同年のツアー最終日において、2016年からドンに代わりボブ・スポルディングがリズムギターを担当し、ボブの息子であるイアン・スポルディングをベーシストに迎え活動していくことが発表された。また、同年からボブとイアンのスポルディング親子にリオン・テイラー、そして、前年からベンチャーズのサポートメンバーとしてアメリカ国内で活動していたベーシスト、ルーク・グリフィンによる新たなバンド「V-2」が活動を開始。
2016年、前年のドン・ウィルソンのツアー引退に続き、ノーキー・エドワーズも自身の高齢と体力低下により、同年の来日ツアーが最後の来日となることを表明した。2017年8月の来日ツアー中にジェリー・マギーが入院。その連絡を受け、「V-2」のメンバーであるルーク・グリフィンが急遽来日し、ベースで7公演ほど残りの日本公演に初参加したことで、結成55周年ジャパンツアーを無事終えた。2018年にドン、ノーキーに続き、ジェリーも自身の高齢化のためツアー引退を発表。それに伴い、同年以降の来日公演は、昨年来日しジェリーの代わりに日本ツアーに初参加したベーシストのルークを正式メンバーに迎え、前述の通りである「V-2」のメンバーによる新体制ベンチャーズとして、7月より来日ツアーが新たに開始された。同年3月12日にノーキー・エドワーズが死去。
2019年、結成60周年を迎えたが、同年10月12日にジェリー・マギーが日本で死去。

### 2020年代 -
2020年と2021年、新型コロナウィルスの影響でアメリカからの入国が制限されている為、来日ツアーが2022年以降に延期となる。
2022年1月22日、リーダーのドン・ウィルソンが死去。ドンの死去により、結成メンバーは全員故人となった。
2022年、初来日から60周年を迎えるにあたり、またアメリカからの入出国規制が緩んだこともあり、記念ツアーを開催することが決定した。
2023年、長らく招聘元となっていたM&Iカンパニーが前年末を持って閉業、その後任となる招聘先が決まらなかったため、当年の来日公演は開催されないことが公式に発表された。
2024年ならびに2025年、新しい招聘先が未決のため、来日公演開催の目処は立っていない。

## ベンチャーズ歌謡の背景
東芝音楽工業は日本国内における5大レコード会社（コロムビア、ポリドール、ビクター、キング、テイチク）に次ぐ新興のレコード会社で、当初は専属作曲家がいなかった。
ベンチャーズ歌謡をプロデュースした東芝音楽工業の草野浩二によると、ベンチャーズは来日時に日本の歌謡曲を聞いて研究した上で、「こういうメロディを作ったから聞いてくれ」と売り込んできた。そのメロディ・ラインは「外国人が作ったとは思えないほど日本人の好みに合致する歌謡曲」だったため、日本語の歌詞をつけるのを企図するようになる。
1966年、「GINZA LIGHTS」は永六輔の作詞によって「二人の銀座」（和泉雅子&山内賢）としてリリースされ、大ヒット。翌年、二人の主演で同名の映画も製作される。この成功により、東芝は他の所属歌手の曲制作もベンチャーズに依頼するようになる。「二人の銀座」には続編が制作され「東京ナイト」という曲をベンチャーズが作曲し、同名の映画が和泉雅子&山内賢主演で制作されている。なお、本来は岩谷時子が詞をつける予定だった。
続いて1967年には「北国の青い空」（奥村チヨ）をリリースした。
1968年、ノーキー・エドワーズが一度脱退し、後任ギタリストにジェリー・マギーが加入すると、より本格的に日本をテーマにした楽曲を作り始め、「京都の恋」（1970年）、「京都慕情」（1970年）、「長崎慕情」（1971年）（いずれも渚ゆう子）、「雨の御堂筋」(1971年)（欧陽菲菲）など、次々と大ヒット曲が生み出され、それらは「ベンチャーズ歌謡」と称されるようになった。その日本情緒豊かな楽曲は「アメリカ人にこんな日本的な曲が書けるのか」と当時の日本の音楽評論家達を驚かせた。中でも「京都の恋」は（1970年）第12回日本レコード大賞企画賞を受賞している。

## 評価
彼らがアメリカ本国で一番人気があったのは1960年代までだが、日本では長く人気を保ち続けており、日本で発表されたレコードなどの総売上は4000万枚を超える。現在も定期的に日本公演を行っている。

## サウンド
レコーディングでは無名のスタジオ・ミュージシャンが多数加わり、例えば「テルスター」ではキーボードが主要メロディーを取り、「ダイアモンド・ヘッド」、「十番街の殺人」ではアルト・サックスにエフェクト・ペダルやレスリー・スピーカーを介して後のシンセサイザーを連想させる音色に似たサウンドを加えたり、曲によっては女声コーラスを導入したり、ブラスセクションやオーケストラを起用するなど、これらをサウンド面の主要アクセントにした。さらにはギターよりキーボード（当時ファルフィッサ製電子オルガンなどが使われていた）をリードパートに多用した曲が多く、その後正式にキーボーディストをメンバーとして加え5人編成となった時期もある（5人体制時期は1968年から1972年前半および1974年から1976年である）。ステージ上ではリードギターとベースが途中で交代する場面もある（最初期の演奏ではボブ・ボーグルだけでなくドン・ウィルソンがリードギターを担当するなど、現在と比べて演奏面やサウンド面も大きく異なっている）。
最初のヒットシングルとなった「急がば廻れ（ウォーク・ドント・ラン）」は、チェット・アトキンスが自身で編み出した「ギャロッピング奏法」をベース、メロディ、コードバッキングに分解し、それにドラムパートを加えロックンロールのリズムに乗せるといった初期のベンチャーズの基本的な演奏スタイルとなっている。
アンプ内蔵或いは外付けのリヴァーブをフルにし低音弦をスライドさせて、トレモロ・ピッキングを行う「トレモロ・グリスダウン」奏法（日本では一般的に「テケテケ」と呼ばれる。しかし開祖はキング・オブ・サーフ・ギターと謳われるディック・デイルであり、ベンチャーズが編み出したわけではない）と共に、「ダイアモンド・ヘッド」、「パイプライン」（これを題材にしたのが映画化もされた芦原すなお原作の『青春デンデケデケデケ』）、「10番街の殺人」、「急がば廻れ '64（ウォーク・ドント・ラン '64）」、「キャラバン」などを生み出した。ベンチャーズは最初にサーフ・ミュージックを演奏したバンドとも言われている。
2代目のリード・ギタリスト（初期はベーシスト）であるノーキー・エドワーズは2回目の来日公演（1965年1月、4人のフルメンバーとしては初来日）で「電気ギターの王様」と紹介され、その演奏技術は多くの日本人ギタリスト達に影響を与えたが近年は、オリジナルモデルのギターを用いている。その後、彼は1980年代にベンチャーズを脱退（2度目の脱退）し、ソロ活動が中心となっているが、公式ホームページでは脱退扱いにはなっておらず、実際本国では何度か、ノーキーがベンチャーズに参加して活動している。
1968年にノーキーが1度目の脱退をし、3代目リード・ギタリストとして加入したのがジェリー・マギーである。ジェリーはエミルー・ハリス、エルビス・プレスリー、デラニー＆ボニー、モンキーズなど多数のレコーディングやセッションなどで経験を積んで来たスタジオ・ミュージシャンである。ジェリーのサムピックを使用した奏法（ノーキーも1972年に復帰したときからレコーディングやステージでサムピックを使用するようになった）や彼の出身地ルイジアナをルーツとした音を表現。「朝日のあたる家」は、ベンチャーズが1960年代からもともとレパートリーとしているが、1980年代にジェリーが再加入した後のステージでは彼独特の即興の演奏を披露。その後は、中音域をブーストさせる回路付きのフェンダー・ストラトキャスターを用いており、曲によってブーストのかかり具合を微調整して、音色に変化を持たせるなどしている。

## ディスコグラフィ

### 主なアルバム
- Walk Don't Run（1960年11月）
- The Ventures（1961年6月）
- Another Smash（1961年9月）
- The Colorful Ventures（1961年10月）
- Twist With The Ventures（1962年1月）
- Twist Party Vol.2（1962年5月）
- Mashed Potatoes And Gravy（1962年8月）
- Going To The Ventures Dance Party（1962年11月）
- The Ventures Play Telstar/The Lonely Bull AND Others（1963年1月）
- Surfing（1963年5月）
- Bobby Vee Meets The Ventures（1963年4月）※Caravan 収録（ノーキー・エドワーズ版）
- Play The Country Classics（1963年6月）
- Let's Go（1963年8月）※Wipe Out 収録
- The Ventures in Space（1964年1月）
- The Fabulous Ventures（1964年6月）
- Walk Don't Run Vol. 2（1964年10月）
- Knock Me Out!（1965年2月）
- The Ventures On Stage（1965年6月）
- Ventures in Japan（1965年8月）
- A Go Go（1965年9月）
- The Ventures Christmas Album（1965年11月）
- Where The Action Is（1966年2月）
- All About The Ventures（1966年3月）※邦題：Ventures in Japan 第二集
- Batman Theme（1966年3月）
- Go With The Ventures（1966年6月）
- Wild Things（1966年9月）
- The Ventures On Stage Encore!（1967年1月）
- Guitar Freak Out（1967年2月）
- Super Psychedelics（1967年6月）
- Golden Greats BY THE VENTURES（1967年9月）
- $1,000,000 Weekend（1967年11月）
- The Ventures Live Again!（1968年1月）
- Flights Of Fantasy（1968年5月）
- The Horse（1968年8月）
- The Ventures in TOKYO'68（1968年12月）
- Underground Fire（1969年1月）
- Hawaii Five-0（1969年5月）
- Swamp Rock（1969年12月）
- More Golden Greats & Others（1970年3月）
- The Ventures 10th Anniversary Album（1970年3月）
- Live! The Ventures（1970年10月）
- New Testament（1971年4月）
- The Ventures on Stage '71（1971年11月）
- Theme From Shaft（1972年1月）
- Joy-Ventures Play The Classics（1972年3月）
- Rock And Roll Forever（1972年9月）
- The Ventures on Stage '72（1972年11月）
- The Ventures Only Hits!（1973年3月）※邦題：グループ結成15周年アルバム！「西暦2001年」という邦題が付けられた。
- The Ventures on Stage '73（1973年9月）※来日公演中にリリース。
- The Ventures The Jim Croce Song Book（1974年4月）
- The Ventures Play The Carpenters（1974年6月）
- The Ventures on Stage '74（1974年10月）
- Rocky Road（1976年3月）※ラリー・カールトン、トム・スコット、キム・カーンズ、ウィルトン・フェルダー、デニス・ウィリアムス等が参加。
- 裕也 Meets The Ventures（1975年10月20日）※内田裕也が参加したヴォーカル・アルバム。インストゥルメンタル版が『Hollywood Metal Dinamic Sound 3000』という題名で海外で発売される。
- Hollywood Metal Dinamic Sound 3000（1975年）※『裕也 Meets The Venures』のインストゥルメンタル版も収録。国内未発売。
- The Ventures on Stage '75（1975年）※大阪フェスティバルホール、札幌厚生年金会館（現ニトリ文化ホール）で収録。音質にこだわった最高のライヴアルバムと評されている[誰によって?]。
- The Ventures on Stage '76（1976年12月）※渋谷公会堂
- T.V. THEMES（1977年）
- The Ventures on Stage '77（1977年11月）
- Surfing U.S.A. '78（1978年）
- The Ventures on Stage '78（1978年10月）
- Latin Album（1979年3月）
- The Ventures Original Four（1979年11月）- 初レコーディング2曲(太陽の彼方に、空の終列車)以外は再レコーディング
- Chameleon（1980年6月21日）※加藤和彦がプロデュース、坂本龍一、細野晴臣、高橋ユキヒロ、竹田和夫等が曲を提供し、糸井重里がアルバム名や曲名を担当する。
- 60's Pop（1981年3月）
- The Ventures Super Live'80（1980年9月）※ヒカシュー、近田春夫、加藤和彦出演
- The Ventures Greatest Hits（1980年）
- Live in L.A.（1981年）
- Tokyo Callin'(1981年8月1日)
- Pops In Japan'81（1981年8月1日)
- NASA 25th Anniversary Album（1983年6月）
- ORANGE SISTERS with The Ventures（1983年）
- ORIGINAL MEMBER LIVE ´1984（1984年）※ノーキー・エドワーズとジェリー・マギーの共演。
- PLAY SOUTHERN ALL STARS（1990年 6月30日）
- LIVE IN JAPAN1990（1990年12月12日）
- PLAY SEASIDE STORY（1991年6月14日）
- PLAY MAJOR MOTION PICTURE（1991年7月26日）
- SAY YES（1992年5月20日）
- FLYIN’HIGH（1992年6月24日）
- プレイ・大ヒット決定盤（1993年7月7日）
- '93 IN JAPAN（1993年12月14日）
- POPS A LA CARTE（1995年6月16日）
- WILD AGAIN（1996年6月12日）
- WILD AGAIN II - Tribute to Mel Taylor - （1997年6月18日）
- WILD AGAIN CONCERT‘97（1998年6月17日）
- WALK DON'T RUN 2000（1999年5月19日）
- V−GOLD（1999年5月19日）※デビュー時からの既存曲を再録音したアルバム。
- PLAY RUNAWAY（1999年6月17日）※全曲1960年代から90年代に録音されたドン・ウィルソンによるボーカルの曲を集めたアルバム。
- SPACE 2001（1999年6月17日）
- "V−GOLD"LIVE!（1999年12月17日）
- V−GOLD Ⅱ（2000年6月21日）※デビュー時からの既存曲を再録音した第二弾。
- ACOUSTIC ROCK（2000年6月21日）
- THE VENTUERS IN JAPAN LIVE 2000（2000年12月20日）
- V−GOLD Ⅲ（2001年5月16日）※デビュー時からの既存曲を再録音した第三弾。
- PLAY SOUTHERN ALL STARS 〜 TSUNAMI（2001年5月16日）
- 60'S ROCKIN' CHRISTMAS（2001年）※ノーキー&ジェリーの共演。ドン・ウィルソンのヴォーカルも収録（「京都慕情」のクリスマス版）
- V−GOLD LIVE Ⅱ（2001年11月21日）
- HYPER V−GOLD（2002年5月16日）※デビュー時からの既存曲を再録音した第4弾。
- LIVE IN SEATTLE　U.S.A（2002年12月18日）
- Surfin To Baja（2003年）
- YOUR HIT PARADE 60s（2003年6月18日）
- IN JAPAN LIVE 2002（2003年6月18日）
- THE VENTUERS SUMMER & WINTER LIVE（2004年）
- DELUXE DOUBLE（2005年）※1960年代と1990年代の日本公演のDVD付属の2枚組ベスト盤。
- YOUR HIT PARADE Ⅱ（2006年6月21日）
- LIVE IN TOKYO 2006（2007年6月20日）
- ゴー・ゴー・ベンチャーズ（2007年）※新しくレコーディングした「ダイアモンド・ヘッド」収録と、1960年代と1990年代の日本公演のDVD付属の2枚組ベスト盤。
- 50周年記念ライブ！（2009年6月17日）
- ROCKY! THE VENTURES!（2007年6月27日）
- プレイ　加山雄三（2009年6月17日）
- IN MY LIFE（2010年7月7日）
- 60's ROCKIN‘CHRISTMAS（2010年11月3日）※1965年の「The Ventures Christmas Album」の再録バージョン。
- アリガト ジャパン！ ドン・ウィルソン・スペシャル・ボックス（2015年）※ドン・ウィルソンの来日ツアー引退を記念して作られた5枚組ベスト盤。未発表曲も収録。
- IN JAPAN LIVE 2010（2011年5月18日）
- HITS & NEW（2016年）※新曲5曲を追加したベスト盤。
- Here We Go Again（2018年）※現メンバーのラインナップによる初のオリジナルアルバム。2枚目に旧メンバーによるベスト盤付属。

- LIVE AT DARYL'S HOUSE CLUB（2019年6月19日）※現メンバーでの初のライブ盤。

### 主なシングル
- 急がば廻れ（ウォーク・ドント・ラン）（1960年） - 全米2位
- パーフィディア（1960年） - 全米15位
- 木の葉の子守唄（1961年） - 全米69位
- ラム・バンク・シャッシュ（1961年）　- 全米29位
- ブルー・ムーン（1961年）　- 全米54位
- シルヴァー・シティ（1961年）
- ブルー・ムーン（1961年）
- イエロー・ジャケット（1961年）
- インスタント・マッシュト（1962年）
- ロリータ・ヤ・ヤ（1962年）
- 2000パウンド・ビー（パート1&2）（1962年） - 全米92位
- エル・クンバンチェロ（1963年？）
- ナインス・ウェーヴ（1963年）
- ザ・サベージ（1963年）
- 星への旅路（1963年）
- 逃亡者（1963年）- アメリカでは「スクラッチン」、日本では「クルーエル・シー」のカップリング。
- クルーエル・シー（1964年） - 日本のみA面で、アメリカでは「急がば廻れ '64」のB面。
- 急がば廻れ '64（ウォーク・ドント・ラン '64）（1964年） - 全米8位
- 10番街の殺人（1964年） - 全米35位
- ダイアモンド・ヘッド（1965年） - 全米70位。日本版シングルのカップリングは「朝日のあたる家」、同アメリカ版は「ロンリー・ガール」。
- スウィンギン・クリーパー（1965年）
- パラダイス・ア・ゴー・ゴー（1965年）
- ジェミニ（1965年）
- 楽しい橇すべり（1965年）- アメリカのみシングルカット。
- パイプライン（1965年） - 日本のみのシングルカットで、アメリカではシングル未発売。
- キャラバン（1965年） - 日本のみのシングルカットで、アメリカではシングル未発売。
- 秘密諜報員（1966年） - 全米54位
- ブルー・スター（1966年） - 全米120位
- 二人の銀座（1966年） - アメリカでは「Ginza Lights」というタイトルで、「Arabesque」のB面として発表された曲。和泉雅子、山内賢の歌唱でヒット。日本版シングルのB面は「霧の8マイル」(エイト・マイルズ・ハイと曲名表記されたものもあり[どれ?]）。
- ペネトレイション（1966年）
- 青い渚をぶっとばせ（1967年） - 日本のみA面で、アメリカでは「Theme From 'The Wild Angels'」のB面。
- ストロベリー・フィールズ・フォーエバー（1967年）
- 恋の散歩道（1968年）
- フライト・オブ・ファンタジー（1968年）
- ウォーク・ドント・ラン'68～ダンス天国（1968年）
- ハワイ・ファイブ・オー（1968年） - 全米4位
- 夏の日の恋（1969年） - 全米83位
- 京都の恋（1970年）
- ジャガーのテーマ（1970年）
- ストアフロント・ロイヤー（1971年）
- インディアン・サン（1971年）
- さすらいのギター（1971年） - 日本のみのシングルカットで、アメリカではシングル未発売。
- 黒いジャガーのテーマ（1971年）
- ジョイ（1971年）

### ベンチャーズ歌謡
- 1966年
  - 二人の銀座 - Ginza Lights - （和泉雅子、山内賢） - 「Ginza Lights」として作曲され、日本語の歌詞がついた。
- 1967年
  - 北国の青い空 - Hokkaido Skies - （奥村チヨ）
- 1970年
  - 京都の恋 - Expo '70 (Kyoto Doll) - （渚ゆう子） - アメリカでは「Expo '70 (Kyoto Doll)」というタイトルで発表された。
- 1971年
  - 雨の御堂筋 - Stranger in Midosuji - （欧陽菲菲）
  - 京都慕情 - Reflections In A Palace Lake - （渚ゆう子）
  - 長崎慕情 - Nagasaki Memories - （渚ゆう子）
- 1972年
  - 北国の別れ - Don't Leave Me - （三枝マモル）
  - 雨降る雨降る港町 - Stormy Night - （桐山和子）
  - ひとりゆく さすらい旅 - Endless Journey - （青木リカ＆アルファード）
  - 明日へ走る - Electric Monsoon - （里見洋と一番星）
  - あの人は今札幌 - Bondrero - （李朱朗）
  - マジックナイト - Magic Night - （李朱朗）
  - 回転木馬 - Prima Vera - （牧葉ユミ）
- 1973年
  - そよ風の世界 - （須藤とし子）
- 1976年
  - ひまわり君 - （田中美智子）
- 1992年
  - 夏の海より好きよ - Speeding through space - （オリーブ）
  - 共犯者 - Hollywood Punk - （玲奈）
  - 六本木ストーリー - Midnight Lights - （LILIKO）
  - さよならを言わないで - （エミー・ジャクソン）
- 1993年
  - 風が笑う - Until the End - （鈴木幸治）[56]

## NHK紅白歌合戦出場歴
| 年度/放送回              | 回 | 曲目                                           |
| ------------------------ | -- | ---------------------------------------------- |
| 1991年（平成3年）/第42回 | 初 | 10番街の殺人-ダイアモンド・ヘッド-パイプライン |